# Sybra scalaris
Sybra scalaris là một loài bọ cánh cứng trong họ Cerambycidae.